# Chrysolina baetica
Chrysolina baetica is een keversoort uit de familie bladkevers (Chrysomelidae). De wetenschappelijke naam van de soort werd in 1851 gepubliceerd door Suffrian.